# Вентотене
Вентотѐне (на италиански: Ventotene) е вулканичен остров, част от архипелага Понциански острови в Тиренско море. Намира се пред брега на Кампания. Площ – 153 хектара (1,54 km²).
Административно островът принадлежи към провинция Латина, регион Лацио, Италия. Население – 751 жители (31 декември 2009).

## История
През древността островът се казва Пандатария или Пандатерия (Pandataria, Pandateria).
По време на Римската империя островът служи често като място за изгнание особено за жени от императорската фамилия като Юлия Стара (през 2 пр.н.е.), единственото родно дете на император Октавиан Август. Майка ѝ Скрибония измолва разрешение да придружи дъщеря си и получава позволение. Те живеят в изгнание там 5 години, като нито един мъж не може да стъпи на острова без личното разрешение на Август.
Друга изгнаничка e Агрипина Стара (през 29 г.), внучка на император Август. Император Тиберий собственоръчно изважда едното ѝ око и тя умира.
Също така и Юлия Ливила (+ 41/42 г.), сестра на император Калигула и Клавдия Октавия (екзекутирана на 8 юни 62), първата съпруга на римския император Нерон. Също така там е заточена и оставена да умре от глад и Св. Флавия Домицила (95 г.), съпругата на Тит Флавий Клеменс, внучка на император Веспасиан.